# Chironomus cavazzi
Chironomus cavazzi är en tvåvingeart som beskrevs av Jean-Jacques Kieffer 1913. Chironomus cavazzi ingår i släktet Chironomus och familjen fjädermyggor.
Artens utbredningsområde är Italien. Inga underarter finns listade i Catalogue of Life.